# Tidewater

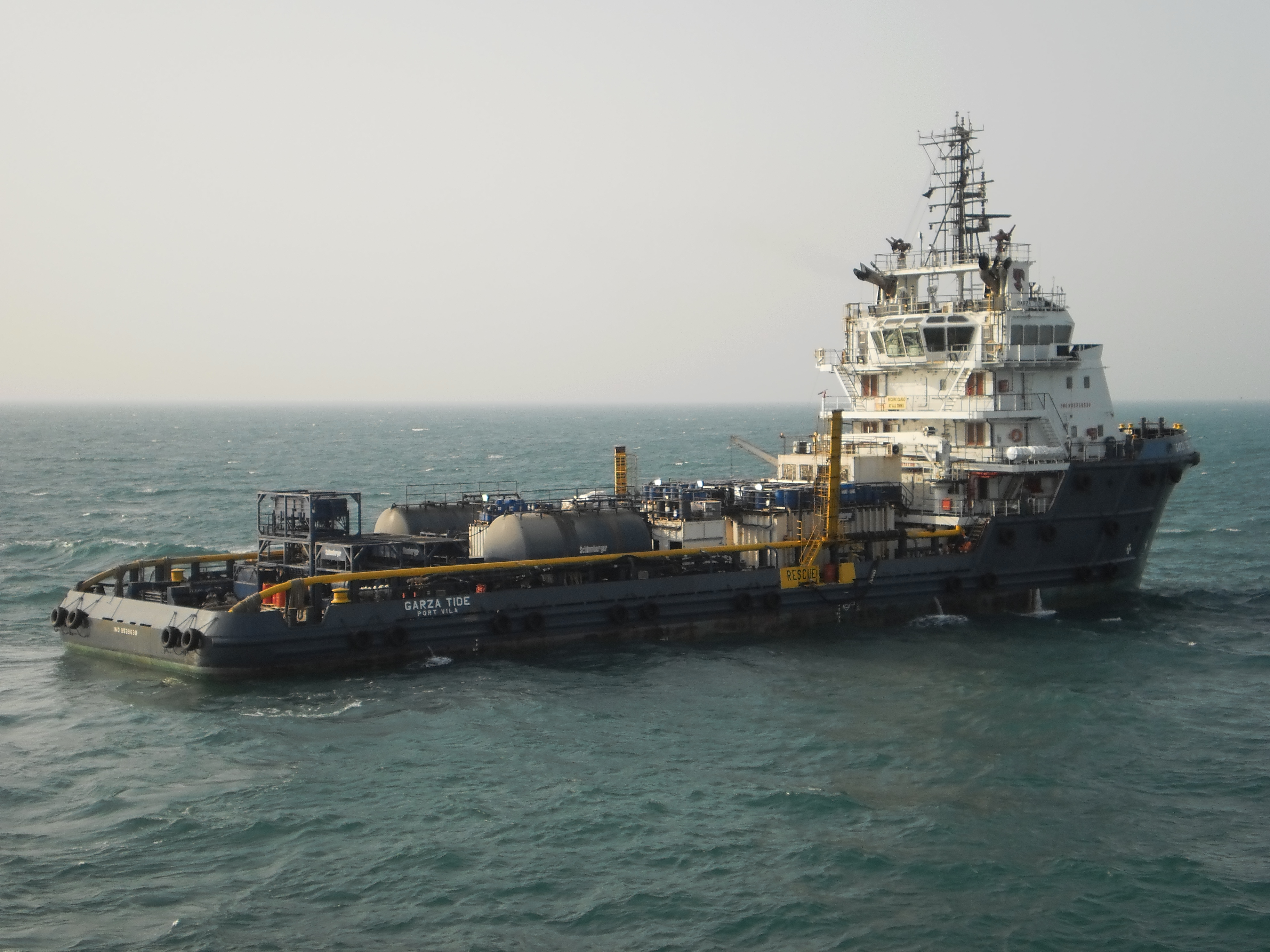
Statek należący do Tidewater

Tidewater, Inc. – przedsiębiorstwo armatorskie, międzynarodowa spółka publiczna z siedzibą w Houston, w Teksasie. Zarządza flotą ponad 350 statków wspomagających dla górnictwa podmorskiego (AHTS, holowniki oceaniczne, statki do prac podwodnych, układania kabli, konserwacji platform i inne).

## Historia
W 1955 roku grupa inwestorów z Nowego Orleanu zleciła budowę pierwszego statku zaprojektowanego do wspomagania szybko rozwijającego się górnictwa podmorskiego w Zatoce Meksykańskiej.
W 1956 statek Ebb Tide wszedł do służby, a firma zaczęła działalność jako Tidewater Marine Service, Inc.
W 1958 rozpoczęła działalność międzynarodową, pracując w Wenezueli.
W 1963 dochód po raz pierwszy przekroczył 1 milion dolarów.
W 1966 flota Tidewater liczyła 200 statków, a w 1968, po przejęciu spółki Twenty Grand Marine wzrosła do 350.
W 1970 spółka weszła na giełdę nowojorską.
W 1977 spółka zmieniła nazwę na Tidewater Inc.